# Hans Jeschonnek
Hans Jeschonnek   (Inowrocław, 9 d'abril de 1899 - Robinson complex i Gołdap County, 18 d'agost de 1943) va ser un Generaloberst alemany, que serví com a Cap de l'Estat Major General de la Luftwaffe durant la Segona Guerra Mundial. Es va suïcidar a l'agost de 1943.

## Biografia
Jeschonnek va néixer a Hohensalza (Inowrocław), a la província prussiana de Posen. Fill d'un assistent de professor de secundària, estudià a l'institut de cadets de Lichterfelde. Va rebre el nomenament de tinent el 1915 i començà a volar amb el 40è Esquadró de Caces el 1917. Al final de la I Guerra Mundial, havia abatut dos avions enemics i havia rebut la Creu de Ferro de 1a i 2a classes.
Amb la creació del Reichswehr, Jeschonnek participà en l'Alçament de Silèsia com a membre del 6è Regiment de Cavalleria del Reichswehr. Després treballà amb Kurt Student al Departament d'Ordenança de l'Exèrcit. Jeschonnek es graduà el 1928 del curs per a oficials d'Estat Major.
Després de la graduació, treballà al Ministeri del Reichswehr sent responsable de la construcció d'avions, prohibida pel Tractat de Versalles. El 1933 va ser ajudant de Erhard Milch i protegit de Walter Wever. Va ser promogut a capità a l'Ala de Bombarders 152 al març de 1934 i a Major l'1 d'abril de 1935. Jeschonnek serví com a Comodor del Grup d'Entrenament III de la I Àrea Aèria Administrativa a Greifswald, on provà avions, entre l'1 d'octubre de 1936 i l'1 d'octubre de 1937. Després tornà al ministeri de la Luftwaffe i va ser promogut a tinent coronel. Jeschonnek esdevingué el Cap d'Operacions de l'Estat Major de la Luftwaffe l'1 de febrer de 1938, sent promogut a oberst al novembre del mateix any. L'1 de febrer de 1939, Jeschonnek substituí a Hans-Jürgen Stumpff com a Cap de l'Estat Major General de la Luftwaffe, càrrec que ocupà fins a la seva mort. El 14 d'agost de 1939 va ser promogut a Generalmajor.
En el primer dia de la campanya de Polònia, trucà a l'ambaixada alemanya a Moscou per demanar a la Unió Soviètica que mantinguessin la seva estació de ràdio de Minsk identificant-se contínuament, per tal que els pilots alemanys poguessin fer-la servir per orientar-se per atacar els objectius polonesos. El 27 d'octubre de 1939, després que Polònia fos derrotada, va ser condecorat amb la Creu de Cavaller de la Creu de Ferro. Amb l'èxit de la Luftwaffe a Polònia i durant la batalla de França, Jeschonnek va ser promogut a General der Flieger el 19 d'agost de 1940.
Encara que la Luftwaffe havia gaudit de grans èxits a Polònia i França, la pobre logística de la Luftwaffe començà a fer-se evident durant les campanyes contra el Regne Unit, la Unió Soviètica i la Mediterrània, especialment per les grans pèrdues en homes i material. I van ser assenyalats com a culpables, perquè havien subestimat fins a quin punt la logística influïa en les campanyes. Com que el Regne Unit resistia al Blitz, Jeschonnek va suggerir al setembre de 1940 que la Luftwaffe hauria de llançar bombardeigs de terror sobre les zones residencials de Londres, suggeriment que Hitler declinà. Malgrat el fracàs a la batalla d'Anglaterra, Jeschonnek va ser promogut a Generaloberst l'1 de març de 1942.

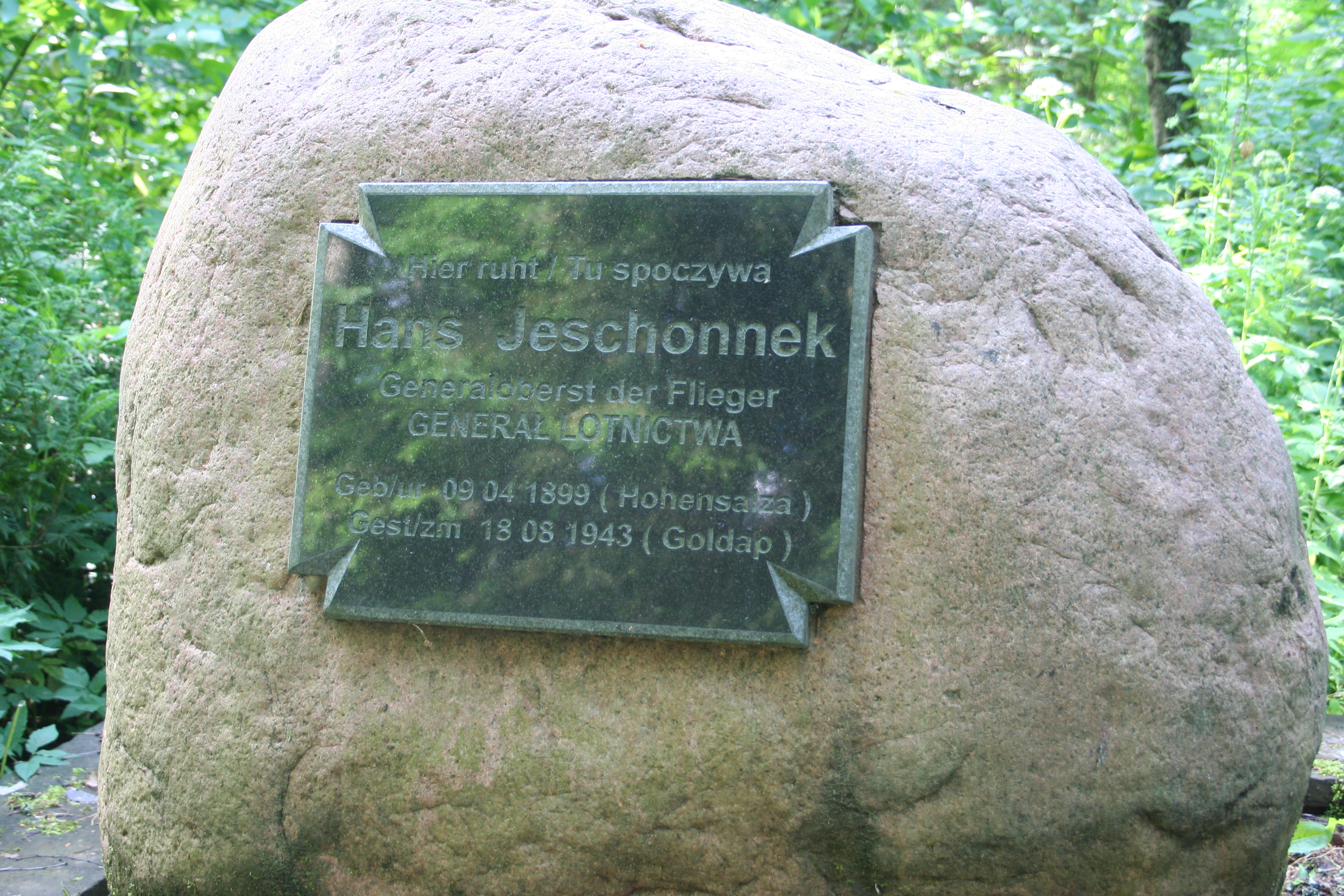
La tumba de Jeschonnek en Gołdap, Voivodato de Varmia y Masuria, Polonia.

Devotament lleial a Hitler i deutor de Milch i Göring, va rebre un munt de crítiques de Hitler pel declivi generalitzat de les capacitats de la Luftwaffe durant la guerra. Durant l'Operació Ballesta, els Aliats van bombardejar Peenemünde, i Jeschonnek ordenà erròniament que les defenses aèries de Berlín disparessin contra 200 caces alemanys que s'havien reunit prop de la capital del Reich.
Jeschonnek es va disparar al Lager Robinson a Gołdap (Prússia Oriental) el 18 d'agost de 1943.

## Historial militar i Condecoracions

### Dates de promocions
- Fähnrich (10 d'agost de 1914)
- Leutnant (26 de setembre de 1914)
- Oberleutnant (01 d'abril de 1925)
- Hauptmann (01 de juny de 1932)
- Major (01 d'abril de 1935)
- Oberstleutnant (01 d'abril de 1937)
- Oberst (01 de novembre de 1938)
- Generalmajor (01 de setembre de 1939)
- General der Flieger (19 de juliol 1940)
- Generaloberst (01 de març de 1942)

### Condecoracions
- Creu de Cavaller de la Creu de Ferro – 27/10/1939 com Generalmajor und Chef des Generalstabs der Luftwaffe
- Creu de Ferro 1914 de 1a classe
- Creu de Ferro 1914 de 2a classe
- Insígnia Prussiana de Pilot/Observador
- Insígnia de Ferits en negre (1918)
- Creu d'Honor dels Combatents de 1914-18 amb espases
- Creu dels 25 anys de Servei a la Wehrmacht
- Medalla dels 12 anys de Servei a la Wehrmacht
- Insígnia combinada de Pilot/Observador de la Luftwaffe d'Or i Diamants
- Barra de 1939 Creu de Ferro de 1a Classe – 1914
- Barra de 1939 Creu de Ferro de 2a Classe – 1914
- Creu de Cavaller de 1a Classe amb Espases de l'Orde de la Creu de la Llibertat (Finlàndia) (25-03-1942)
- Cavaller de l'Orde de Miquel el Valent de 2a i 3a Classe (Romania) (01/09/1942 i 07/11/1941)